# Irene Handl
Irene Handl (* 27. Dezember 1901 in London-Maida Vale; † 29. November 1987 in London-Kensington, Vereinigtes Königreich) war eine britische Schauspielerin bei Bühne und Film und Buchautorin.

## Leben und Wirken
Irene Handl hatte deutsche und österreichische Vorfahren und wurde im Londoner Stadtteil Maida Vale geboren; ihr Vater war ein Wiener Bankier. Über Irene Handls frühe Jahre ist nichts bekannt. Erst mit 35 Jahren stieß die 1,51 Meter große Frau zur Schauspielerei. Handl erhielt ihr darstellerisches Rüstzeug bei der Schwester von Sybil Thorndike und debütierte am Theater in London im Februar 1937. Noch im selben Jahr kam sie zum Film. Auf der Bühne, wo sie unter anderem in Goodnight Mrs Puffin, Move Over Mrs Markham und als Lady Bracknell in Oscar Wildes Klassiker Bunbury zu sehen war, wie auch im Film feierte sie ihre größten Erfolge mit humorigen Rollen munterer und bisweilen leicht überkandidelter Frauen fortgeschrittenen Alters.
Spielte Irene Handl auf der Leinwand anfänglich oftmals kleine Hausangestellte wie Zimmermädchen und Küchenhilfen, so verkörperte sie nach dem Zweiten Weltkrieg immer wieder Ehefrauen, redefreudige Witwen, Haushälterinnen und schlichte Vertreterinnen des unteren bis mittleren Bürgertums mit einem leichten Hang zur Exzentrik. Man sah sie aber nicht nur als einfache Engländerin, sondern auch als Ausländerin, seltener als Lady der Upper Class. Viele dieser Rollen hatten lediglich Chargenformat, förderten trotzdem Irene Handls Beliebtheit im Vereinigten Königreich. Einen ihrer letzten Auftritte absolvierte sie in ihrem Sterbejahr 1987 in der BBC-Sitcom In Sickness and in Health, ehe sie zum Ende desselben Jahres an den Folgen einer Brustkrebserkrankung starb. Sie wurde im Golders Green Crematorium in London eingeäschert und dort auch beigesetzt.
Irene Handl versuchte sich Mitte der 1960er Jahre auch zweimal mit Erfolg als Schriftstellerin: 1965 erschien ihr Erstling, der Roman The Sioux, im Jahr darauf mit The Gold Tip Pfitzer ihr zweiter Roman.

## Filmografie
- 1937: Missing, Believed Married
- 1938: Strange Boarders
- 1938: Der Schrecken vom Piccadilly (The Terror)
- 1939: Inspector Hornleigh on Holiday
- 1939: Mord in der Capnor Straße (On the Night of the Fire)
- 1940: Dr. O’Dowd
- 1940: Girl in the News
- 1940: Night Train to Munich
- 1941: Gasbags
- 1941: Spellbound
- 1941: Pimpernel Smith
- 1942: Uncensored
- 1942: Get Cracking
- 1943: The Flemish Farm
- 1943: Dear Octopus
- 1943: Millions Like Us
- 1944: English Without Tears
- 1944: Give Us the Moon
- 1944: Mr. Emmanuel
- 1944: Medal for the General
- 1945: Kiss the Bride Goodbye
- 1945: For You Alone
- 1945: Great Day
- 1945: Begegnung (Brief Encounter)
- 1946: Hafen der Versuchung (Temptation Harbour)
- 1946: Der Mann, der zum Mörder wurde (The Shop at Sly Corner)
- 1947: Code of Scotland Yard
- 1947: The Hills of Donegal
- 1948: Der Frauenfeind (Woman Hater)
- 1948: Das schweigende Dunkel (Silent Dust)
- 1949: The History of Mr. Polly
- 1949: Tolle Tage (Cardboard Cavalier)
- 1949: Unschuldig verurteilt (For Them That Trespass)
- 1949: Geliebte nach Maß (The Perfect Woman)
- 1949: Adam und Evelin (Adam and Evelyne)
- 1949: Die rote Lola (Stage Fright)
- 1950: One Wild Oat
- 1951: Mit Küchenbenutzung (Young Wives’ Tale)
- 1952: Treasure Hunt
- 1952: Treffpunkt Moskau (Top Secret)
- 1953: Meet Mr. Lucifer
- 1953: The Wedding of Lilli Marlene
- 1954: Duell im Dschungel (Duel in the Jungle)
- 1954: Die Schönen von St. Trinians (The Belles of St Trinian’s)
- 1954: Verbrannte Beweise (Burnt Evidence)
- 1955: Voller Wunder ist das Leben (A Kid for Two Farthings)
- 1955: Jetzt und für alle Zeiten (Now and Forever)
- 1956: Who Done It?
- 1956: The Silken Affair
- 1956: Brothers in Law
- 1957: Small Hotel
- 1957: Wenn zwei Hochzeit machen (Happy Is the Bride)
- 1957: Der verrückte Mr. Webb (Next to No Time)
- 1958: Der Schlüssel (The Key)
- 1958: Herzlich willkommen im Kittchen (Law and Disorder)
- 1958: Ausgerechnet Charlie Brown (Carlton-Browne of the F.O.)
- 1959: 41 Grad Liebe (Carry On Nurse)
- 1959: Der Wahlk(r)ampf (Left, Right and Centre)
- 1959: Junger Mann aus gutem Haus (I’m All Right Jack)
- 1959: Treppauf – treppab (Upstairs and Downstairs)
- 1959: Die grüne Minna (Two-Way-Stretch)
- 1960: Ist ja irre – Diese strammen Polizisten (Carry On, Constable)
- 1960: Dreimal Liebe täglich (Doctor in Love)
- 1960: Ein Nerz an der Angel (Make Mine Mink)
- 1960: Das französische Fräulein (A French Mistress)
- 1961: The Rebel
- 1961: A Weekend with Lulu
- 1961: Double Bunk
- 1961: Watch it, Sailor!
- 1962: Himmlische Freuden (Heavens Above!)
- 1963: The Reg Trade (TV-Serie)
- 1964: You Must Be Joking!
- 1965: Protest (Morgan, a Suitable Case for Treatment)
- 1966: Letzte Grüße von Onkel Joe (The Wrong Box)
- 1967: Tolle Zeiten (Smashing Time)
- 1968: Wonderwall
- 1969: Charlie staubt Millionen ab (The Italian Job)
- 1969: Ein blinder Passagier hat’s schwer (Doctor in Trouble)
- 1969: Einst kommt der Tag… (On a Clear Day You Can See Forever)
- 1969: Das Privatleben des Sherlock Holmes (The Private Life of Sherlock Holmes)
- 1970: Rookery Nook (Fernsehfilm)
- 1970: Dirty Work (Fernsehfilm)
- 1970–71: For the Love of Ada (TV-Serie)
- 1972: For the Love of Ada
- 1975: A Legacy (TV-Serie)
- 1976: Confessions of a Driving Instructor
- 1976: Mein lieber Boß, du bist ’ne Flasche (Adventures of a Private Eye)
- 1976: Stand Up, Virgin Soldiers
- 1976: Drei Fremdenlegionäre (The Last Remake of Beau Geste)
- 1977: Come Play with Me
- 1978: Der Hund von Baskerville (The Hound of the Baskervilles)
- 1976–79: Maggie and Her (TV-Serie)
- 1979: The Great Rock ’n’ Roll Swindle
- 1980–83: Metal Mickey (TV-Serie)
- 1981: Riding High
- 1986: Absolute Beginners
- 1987: Never Say Die (TV-Serie)